# Gelterkinden
Gelterkinden (toponimo tedesco) è un comune svizzero di 6 013 abitanti del Canton Basilea Campagna, nel distretto di Sissach.

## Monumenti e luoghi d'interesse
- Chiesa riformata (già di San Pietro), eretta nel IX-X secolo[1].

## Società

### Evoluzione demografica
L'evoluzione demografica è riportata nella seguente tabella:
Abitanti censiti

## Infrastrutture e trasporti
Gelterkinden è servito dalle stazioni di Gelterkinden e di Sommerau sulla ferrovia Basilea-Olten.

## Amministrazione
Ogni famiglia originaria del luogo fa parte del cosiddetto comune patriziale e ha la responsabilità della manutenzione di ogni bene ricadente all'interno dei confini del comune.